# Beaumetz
Pour les articles homonymes, voir Beaumetz (homonymie).
Beaumetz est une commune française située dans le département de la Somme en région Hauts-de-France.

## Géographie

### Localisation
Beaumetz est un village picard du Ponthieu.
Limitrophe de Bernaville, la localité est située à 7 km au nord de Domart-en-Ponthieu, 10 km au sud d'Auxi-le-Château, 16 km à l'ouest de Doullens, 21 km à l'est d'Abbeville, 30 km au nord-ouest d'Amiens et à 50 km au sud-ouest d'Arras à vol d'oiseau.
Le territoire de la commune est limitrophe de ceux de six communes.
Les communes limitrophes sont  Bernaville, Domléger-Longvillers, Fransu, Mesnil-Domqueur, Prouville et Ribeaucourt.

### Géologie et relief
Le sol est majoritairement argileux et froid. Dans certains endroits de la commune, la terre est argilo-calcaire ou argilo-siliceuse (Fonds de Rovel ou Rouel). Le sous-sol est généralement glaiseux. Partout, on trouve de gros silex qui précèdent ou sont mêlés à la couche de calcaire.
Beaumetz, comme plusieurs communes voisines, se trouve sur un plateau d'altitude 149 m environ. La limite de partage des eaux entre les vallées de la Somme et de l'Authie se situe à proximité de cette « hauteur ».

### Hydrographie
La commune est située dans le bassin Artois-Picardie. Elle n'est drainée par aucun cours d'eau.

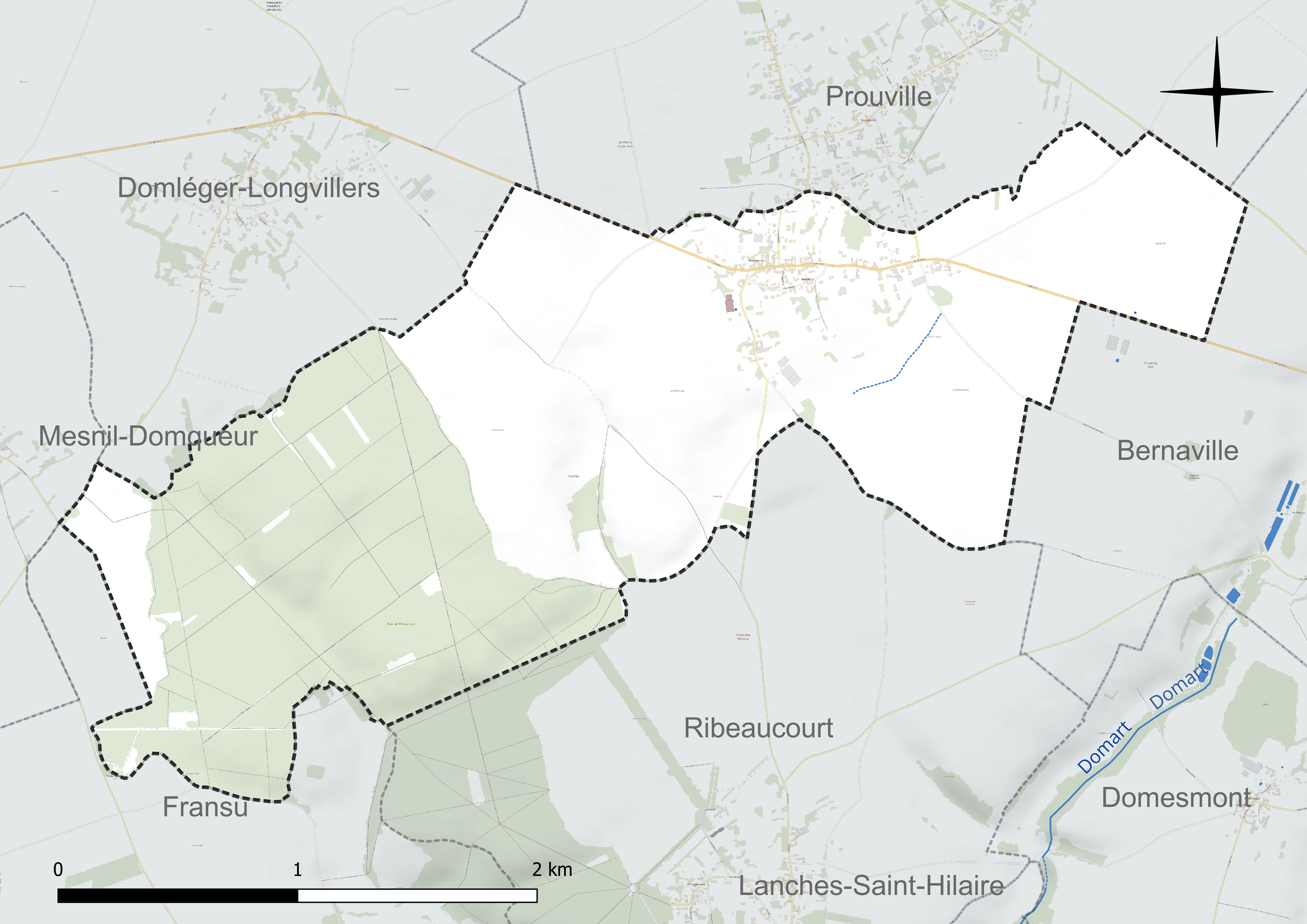
Réseau hydrographique de Beaumetz.

### Climat
Pour des articles plus généraux, voir Climat des Hauts-de-France et Climat de la Somme.
En 2010, le climat de la commune est de type climat des marges montargnardes, selon une étude du CNRS s'appuyant sur une série de données couvrant la période 1971-2000. En 2020, Météo-France publie une typologie des climats de la France métropolitaine dans laquelle la commune est exposée à un climat océanique et est dans la région climatique Côtes de la Manche orientale, caractérisée par un faible ensoleillement (1 550 h/an) ; forte humidité de l'air (plus de 20 h/jour avec humidité relative > 80 % en hiver), vents forts fréquents.
Pour la période 1971-2000, la température annuelle moyenne est de 10,2 °C, avec une amplitude thermique annuelle de 14 °C. Le cumul annuel moyen de précipitations est de 867 mm, avec 12,7 jours de précipitations en janvier et 9,3 jours en juillet. Pour la période 1991-2020, la température moyenne annuelle observée sur la station météorologique la plus proche, située sur la commune de Bernaville à 3 km à vol d'oiseau, est de 10,4 °C et le cumul annuel moyen de précipitations est de 877,3 mm,. Pour l'avenir, les paramètres climatiques de la commune estimés pour 2050 selon différents scénarios d'émission de gaz à effet de serre sont consultables sur un site dédié publié par Météo-France en novembre 2022.
| Mois                                  | jan.           | fév.             | mars           | avril           | mai             | juin           | jui.           | août          | sep.          | oct.          | nov.          | déc.          | année      |
| ------------------------------------- | -------------- | ---------------- | -------------- | --------------- | --------------- | -------------- | -------------- | ------------- | ------------- | ------------- | ------------- | ------------- | ---------- |
| Température minimale moyenne (°C)     | 1,3            | 1,4              | 3,3            | 4,9             | 8,1             | 10,8           | 12,7           | 13            | 10,6          | 7,9           | 4,5           | 1,9           | 6,7        |
| Température moyenne (°C)              | 3,7            | 4,1              | 6,8            | 9,4             | 12,6            | 15,4           | 17,6           | 17,8          | 14,9          | 11,2          | 7,1           | 4,2           | 10,4       |
| Température maximale moyenne (°C)     | 6              | 6,9              | 10,3           | 13,9            | 17,1            | 20             | 22,4           | 22,6          | 19,3          | 14,6          | 9,7           | 6,4           | 14,1       |
| Record de froid (°C) date du record   | −13,2 16.01.13 | −13,5 07.02.1991 | −11,3 04.03.05 | −4,1 02.04.1996 | −0,7 07.05.1997 | 1,4 05.06.1991 | 5,2 04.07.1990 | 5 08.08.1990  | 2 24.09.03    | −4,5 24.10.03 | −8 23.11.1998 | −13 18.12.10  | −13,5 1991 |
| Record de chaleur (°C) date du record | 15 09.01.15    | 17,6 26.02.19    | 22,6 31.03.21  | 24,9 28.04.07   | 28,7 13.05.1998 | 33,9 27.06.11  | 40,8 25.07.19  | 37,2 10.08.03 | 32,1 09.09.23 | 28,9 01.10.11 | 19,5 07.11.15 | 15,7 07.12.00 | 40,8 2019  |
| Précipitations (mm)                   | 72,9           | 63,6             | 66,6           | 53,8            | 64,5            | 61,2           | 72,9           | 79            | 66            | 82,5          | 91,8          | 102,5         | 877,3      |

## Urbanisme
L'axe de communication qui va du Havre à Lille traverse la commune dans toute sa longueur.
En 2019, la localité est desservie par la ligne d'autocars no 26 (Doullens - Bernaville - Abbeville)  et la ligne no 57 (Cramont - Bernaville - Amiens) du réseau inter-urbain Trans'80 qui permettent les déplacements vers Abbeville et Amiens.

### Typologie
Au 1er janvier 2024, Beaumetz est catégorisée commune rurale à habitat dispersé, selon la nouvelle grille communale de densité à sept niveaux définie par l'Insee en 2022.
Elle est située hors unité urbaine. Par ailleurs la commune fait partie de l'aire d'attraction d'Amiens, dont elle est une commune de la couronne,. Cette aire, qui regroupe 369 communes, est catégorisée dans les aires de 200 000 à moins de 700 000 habitants,.

### Occupation des sols
L'occupation des sols de la commune, telle qu'elle ressort de la base de données européenne d'occupation biophysique des sols Corine Land Cover (CLC), est marquée par l'importance des territoires agricoles (58,9 % en 2018), une proportion sensiblement équivalente à celle de 1990 (59,5 %). La répartition détaillée en 2018 est la suivante : 
terres arables (54,5 %), forêts (34,8 %), zones urbanisées (6,3 %), prairies (4,4 %). L'évolution de l'occupation des sols de la commune et de ses infrastructures peut être observée sur les différentes représentations cartographiques du territoire : la carte de Cassini (XVIIIe siècle), la carte d'état-major (1820-1866) et les cartes ou photos aériennes de l'IGN pour la période actuelle (1950 à aujourd'hui).

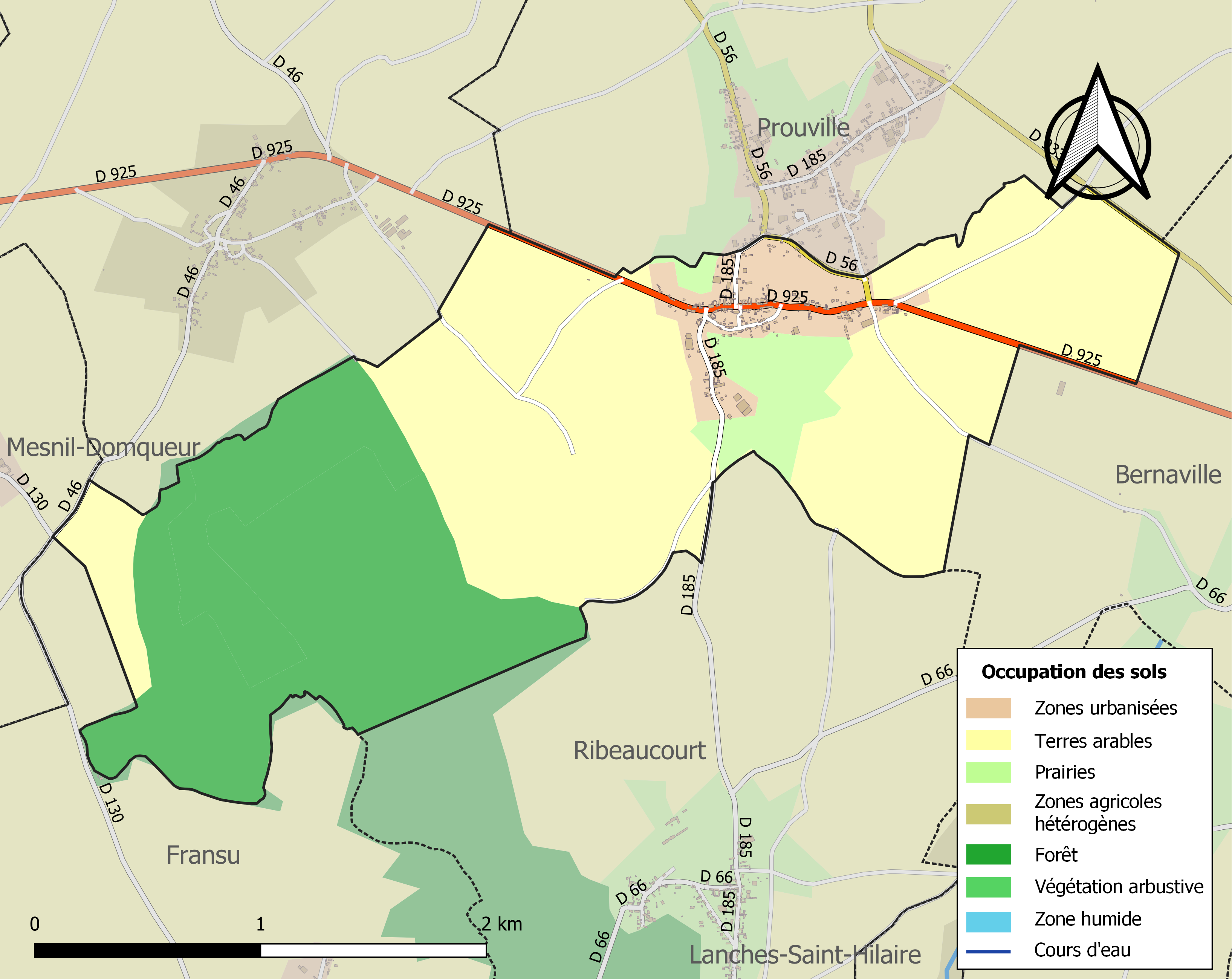
Carte des infrastructures et de l'occupation des sols de la commune en 2018 (CLC).

## Toponymie
Le nom de la localité est attesté sous les formes Belmeis (1133.) ; Belmes (1176.) ; Belmetz (1200.) ; Biaumes (1301.) ; Beaumez (1507.) ; Beaumes (1579.) ; Beaume (1638.) ; Beaumetz (1757.) ; Beaumet (1761.).
Beaumetz, Bellomansum, Beaumes, semble tirer son nom de sa belle situation.
Neuf-Mai, Neuf-Metz : équivalent de novus mansus, est une dépendance de Beaumetz.

## Histoire
Les sires de Saint-Valery, propriétaires de la forêt de Goyaval, n'ont entrepris le défrichage qu'au XIIe siècle, probable point de départ de l'existence du village.
La première mention de l'église remonte à 1599.
Les Espagnols pillent plusieurs fois le village. Dès 1521, ils saccagent Bernaville et les environs. En 1645, lors de la Guerre de Trente Ans, ils enlèvent les registres de catholicité (état-civil) de la localité.
En 1815, les cosaques occupent le pays.
Les Allemands sont présents lors de la Guerre franco-allemande de 1870.
À la fin du XIXe siècle, de jeunes militaires du village participent aux expéditions coloniales françaises au Tonkin et à Madagascar.

## Politique et administration

### Rattachements administratifs et électoraux
Rattachements administratifs
La commune se trouve depuis 1926 dans l'arrondissement d'Amiens du département de la Somme.
Elle faisait partie depuis 1793 du canton de Bernaville. Dans le cadre du redécoupage cantonal de 2014 en France, cette circonscription administrative territoriale a disparu, et le canton n'est plus qu'une circonscription électorale.
Rattachements électoraux
Pour les élections départementales, la commune fait partie depuis 2014 du canton de Doullens
Pour l'élection des députés, elle fait partie de la quatrième circonscription de la Somme.

### Intercommunalité
La commune était membre de la communauté de communes du Bernavillois, un établissement public de coopération intercommunale (EPCI) à fiscalité propre créé fin 1999.

### Liste des maires
| Période                                  | Période                   | Identité            | Étiquette | Qualité |
| ---------------------------------------- | ------------------------- | ------------------- | --------- | --- |
| Les données manquantes sont à compléter. |                           |                     |           | |
| 1935                                     | 1947                      | Alexandre Oger      |           | |
| 1947                                     | 1965                      | Paul Devauchelle    |           | |
| 1965                                     | 1986                      | Jean Bayard         |           | |
| 1986                                     | 1993                      | Roland Gamain       |           | |
| 1993                                     | 2001                      | Jacky Jourdain      |           | |
| mars 2001                                | En cours (au 24 mai 2020) | Jean-Michel Magnier |           | Vice-président de la CC du Bernavillois (2014 → 2016) Vice-président de la CC du Territoire Nord Picardie (2017 → ) Réélu pour le mandat 2020-2026, |

## Démographie
L'évolution du nombre d'habitants est connue à travers les recensements de la population effectués dans la commune depuis 1793. Pour les communes de moins de 10 000 habitants, une enquête de recensement portant sur toute la population est réalisée tous les cinq ans, les populations de référence des années intermédiaires étant quant à elles estimées par interpolation ou extrapolation. Pour la commune, le premier recensement exhaustif entrant dans le cadre du nouveau dispositif a été réalisé en 2007.

En 2022, la commune comptait 217 habitants, en évolution de −5,65 % par rapport à 2016 (Somme : −1,26 %, France hors Mayotte : +2,11 %).
| 1793 | 1800 | 1806 | 1821 | 1831 | 1836 | 1841 | 1846 | 1851 |
| ---- | ---- | ---- | ---- | ---- | ---- | ---- | ---- | ---- |
| 470  | 480  | 488  | 508  | 530  | 561  | 552  | 538  | 524  |

| 1856 | 1861 | 1866 | 1872 | 1876 | 1881 | 1886 | 1891 | 1896 |
| ---- | ---- | ---- | ---- | ---- | ---- | ---- | ---- | ---- |
| 517  | 525  | 527  | 504  | 467  | 425  | 374  | 352  | 344  |

| 1901 | 1906 | 1911 | 1921 | 1926 | 1931 | 1936 | 1946 | 1954 |
| ---- | ---- | ---- | ---- | ---- | ---- | ---- | ---- | ---- |
| 319  | 315  | 301  | 251  | 252  | 244  | 233  | 262  | 211  |

| 1962 | 1968 | 1975 | 1982 | 1990 | 1999 | 2006 | 2007 | 2012 |
| ---- | ---- | ---- | ---- | ---- | ---- | ---- | ---- | ---- |
| 219  | 198  | 191  | 167  | 157  | 170  | 195  | 199  | 230  |

| 2017 | 2022 | - | - | - | - | - | - | - |
| ---- | ---- | - | - | - | - | - | - | - |
| 226  | 217  | - | - | - | - | - | - | - |

## Culture locale et patrimoine

### Lieux et monuments
- Église Saint-Nicolas, avec ses ouvertures romanes.
- Chapelle Notre-Dame-de-Lourdes. Construite en 1955, elle renferme une statue de la Vierge et deux vitraux de sainte Thérèse et sainte Bernadette, signés Cagnard[28].
- « Muches » ou refuges creusés dans la craie. La salle des associations, près de l'église, a été baptisée « Salle des Muches », en raison de la proximité des souterrains.

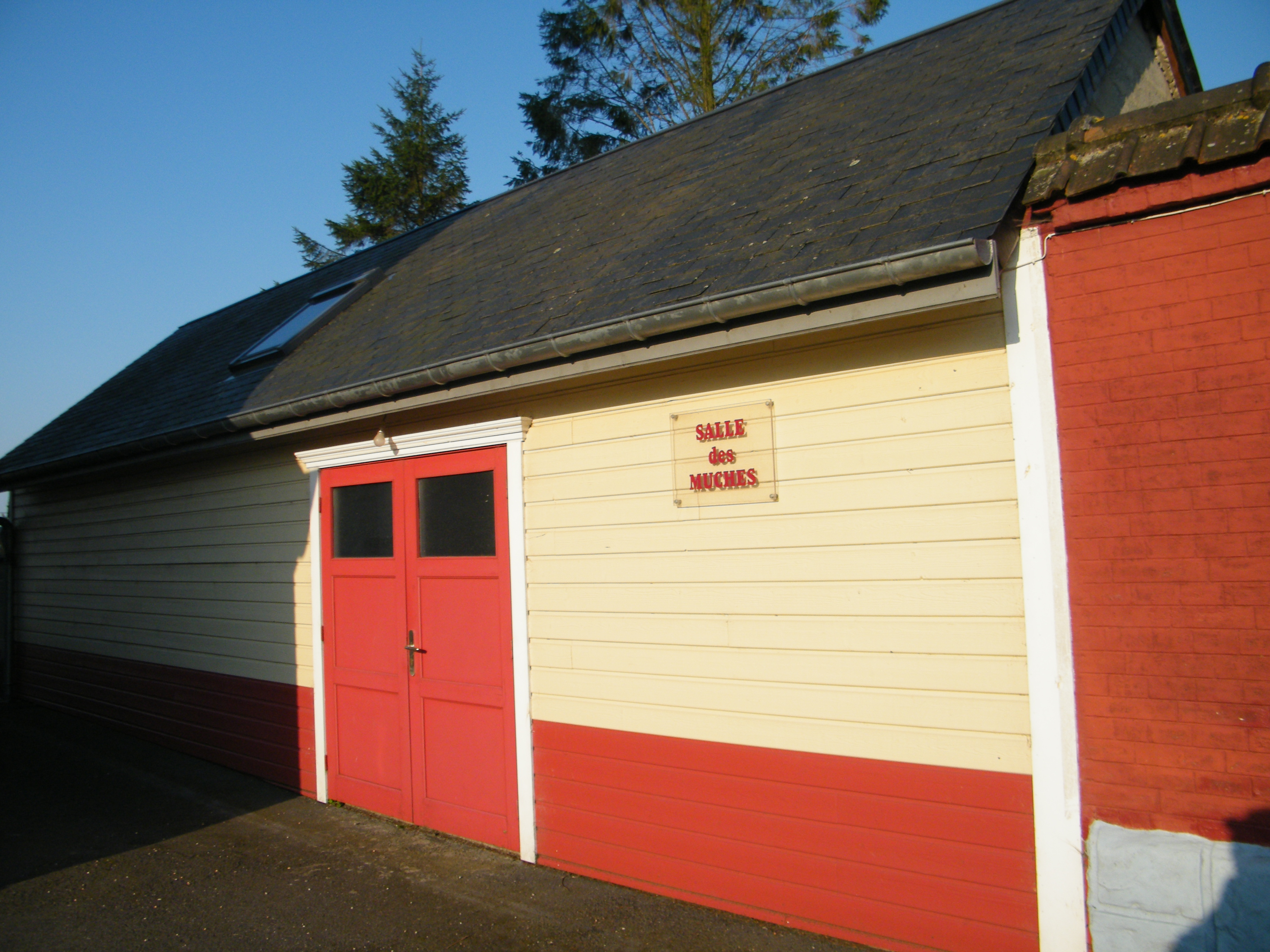
Salle des Muches.
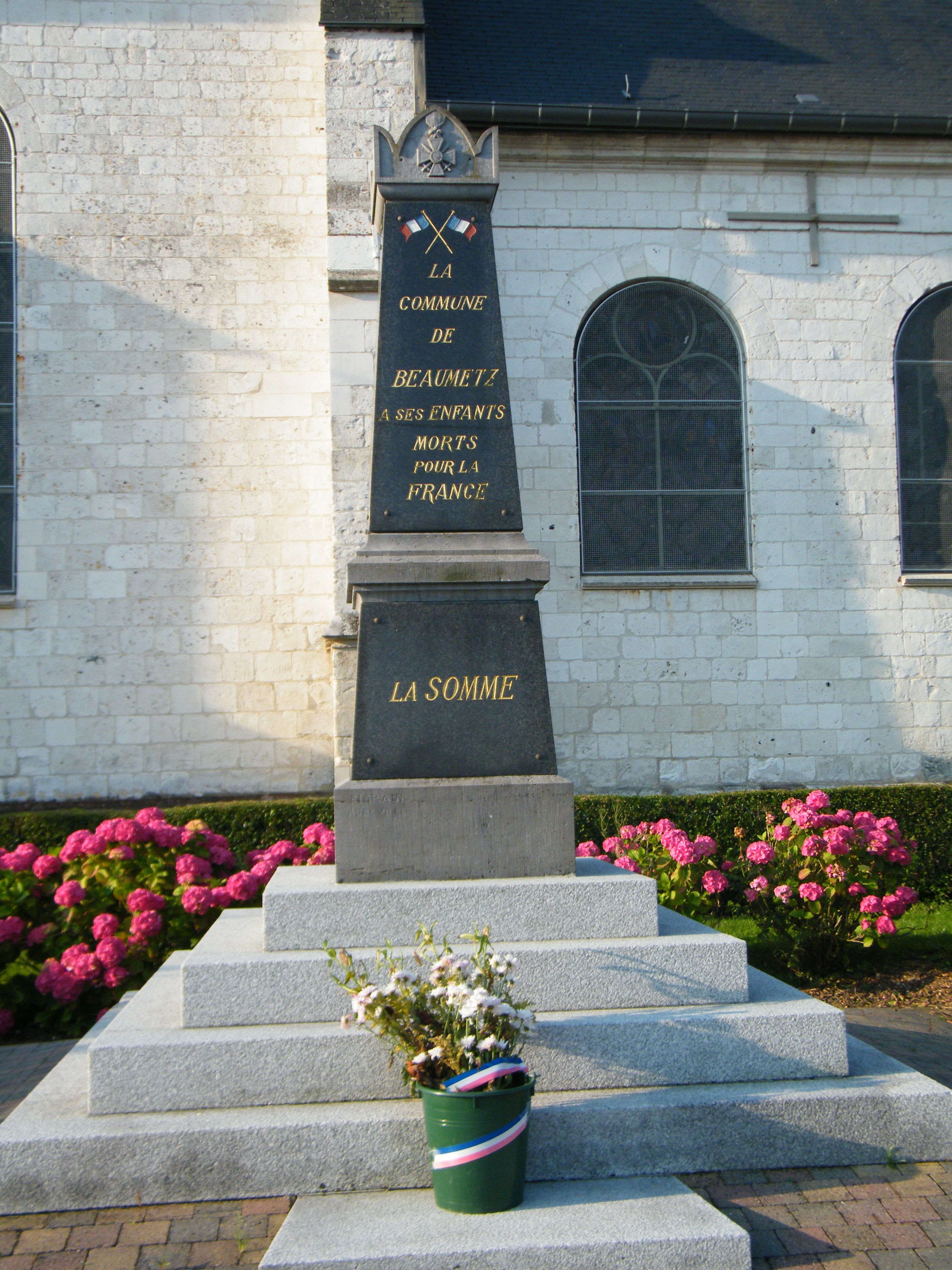
Monument aux victimes des guerres.
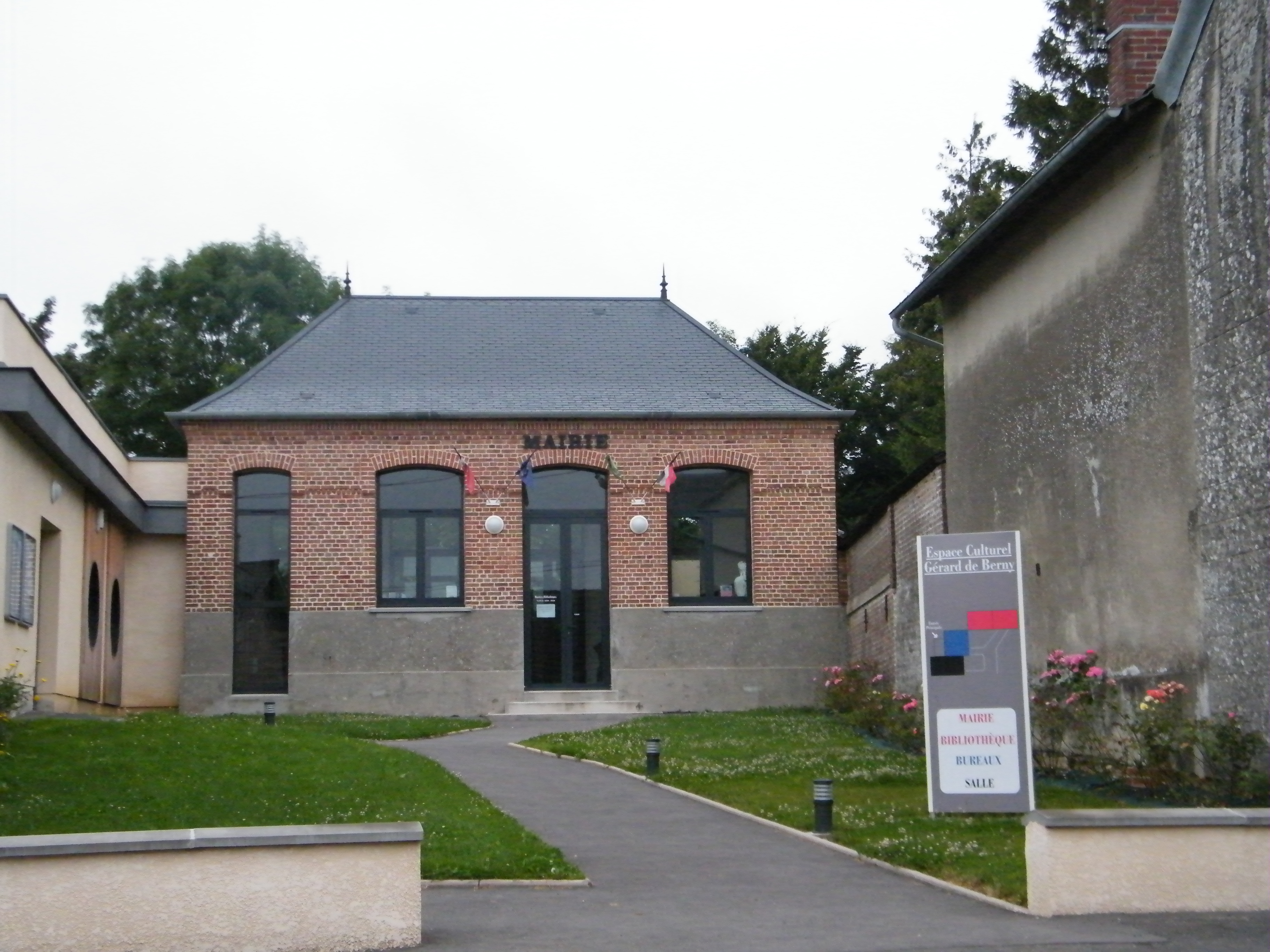
Mairie, accès à la bibliothèque.
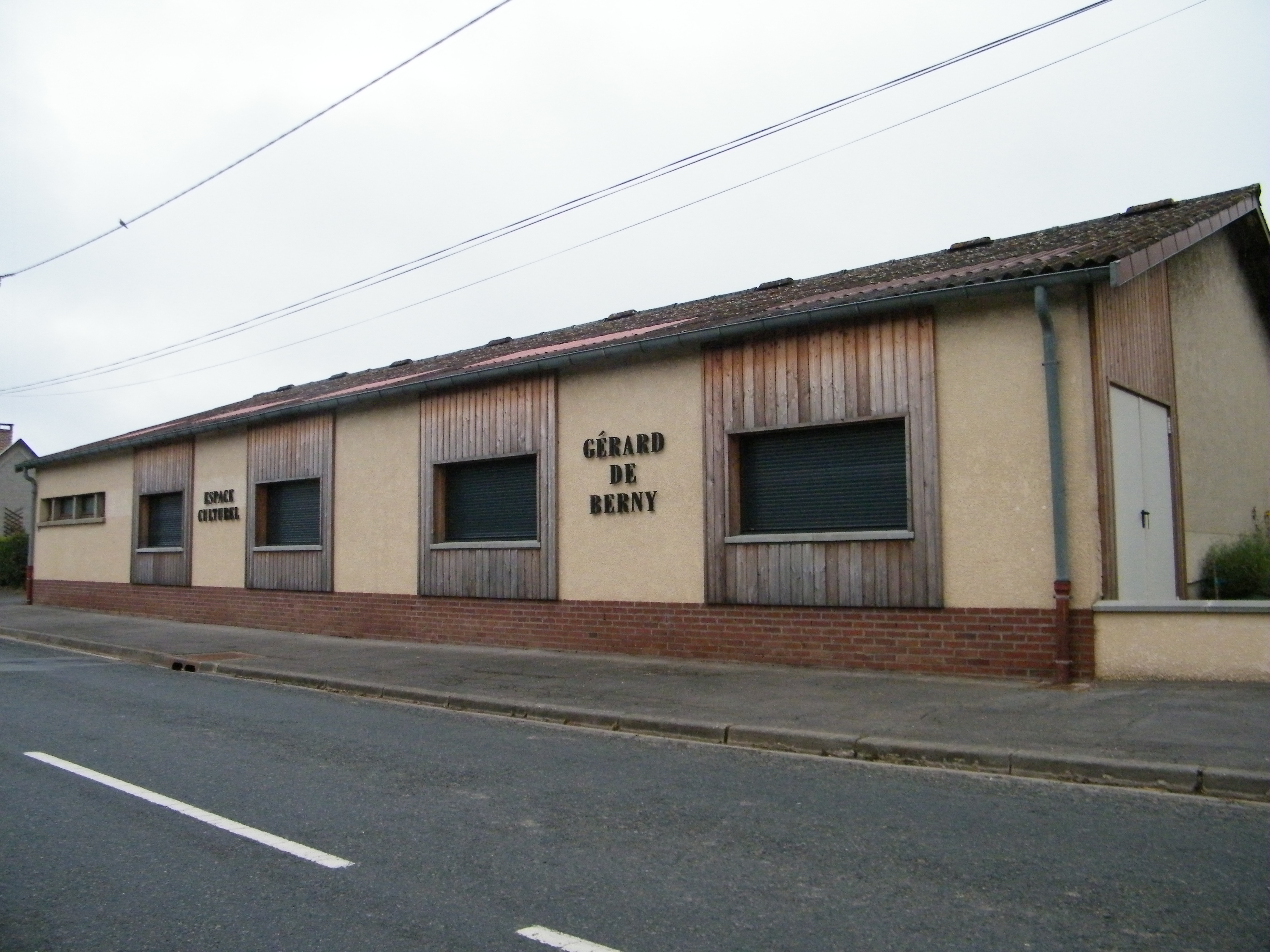
Espace de Berny.

### Héraldique
| Blason de Beaumetz | Blason  | Parti: au 1er d'or à trois bandes d'azur et à trois roses de gueules brochant sur le tout, au 2e de sinople au bouquet de trois épis de blé tigés, feuillés et liés d'or, accompagnés de trois besants d'argent.                                                                                               |
| Blason de Beaumetz | Détails | Les bandes d'azur viennent du blason du comté de Ponthieu, les roses de celui de la famille Le Fournier de Ribeaucourt, le blé et le champ de sinople symbolisent l'agriculture, les besants sont les attributs de saint Nicolas. Création de Jean-François Binon adoptée par la municipalité le 19 mars 2019. |